# Rotundoecia
Rotundoecia is een geslacht van kreeftachtigen uit de klasse van de Ostracoda (mosselkreeftjes).

## Soort
- Rotundoecia teretivalvata (Iles, 1953)